# تحصیل راجن‌پور
تحصیل راجن‌پور (به اردو: تحصِيل راجن پُور) یکی از تحصیل‌های پنجاب، پاکستان در پاکستان است که در پنجاب (پاکستان) واقع شده‌است.